# Menhire von Ballinaby

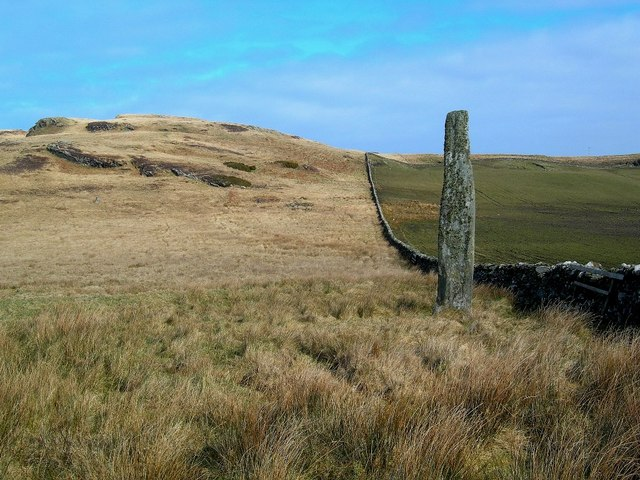
Der größere der Menhire von Ballinaby

Die beiden Menhire von Ballinaby (NR26NW 13 und NR26NW 14) stehen nordöstlich der Saligo Bay an der Westseite der schottischen Insel Islay, die zu den Inneren Hebriden gehört.
Der höhere der beiden Menhire (englisch Standing Stones) misst etwa fünf Meter und gehört zu den höchsten aufrecht stehenden Menhiren in Schottland. An der Basis hat der nadelförmige Menhir einen Querschnitt von 1,1 × 0,3 m. Etwa 220 m entfernt steht der zweite Menhir, der jetzt nur noch etwa zwei Meter hoch ist. Das ist vielleicht die Folge eines Versuchs, ihn zu zerstören. Nach einem Bericht von Thomas Pennant (1726–1798) aus dem Jahre 1772 war ursprünglich ein dritter Menhir vorhanden.
In der Nähe wurden Begräbnisstätten und Artefakte (Nadel, Trinkhorn) der Wikinger gefunden. Darunter sind auch zwei ovale Broschen und ein Schwert, von denen Pennant schreibt, dass sie 1788 unter einem der Menhire gefunden wurden. 1932 wurde eine wikingerzeitliche Grabkiste mit einer eisernen Axt entdeckt.